# Résolution 758 du Conseil de sécurité des Nations unies
Membres permanents
- Chine
- États-Unis
- France
- Royaume-Uni
- Russie

Membres non permanents
- Autriche
- Belgique
- Cap-Vert
- Équateur
- Hongrie
- Inde
- Japon
- Maroc
- Venezuela
- Zimbabwe

Résolution no 757 Résolution no 759
La résolution 758 du Conseil de sécurité des Nations unies, adoptée à l'unanimité le 8 juin 1992, après avoir réaffirmé les résolutions 713 (1991), 721 (1991), 724 (1991), 727 (1992), 740 (1992), 743 (1992), 749 (1992), 752 (1992) et 757 (1992) a, conformément à un rapport du secrétaire général Boutros Boutros-Ghali, décidé d'élargir le mandat et les effectifs de la Force de protection des Nations unies (FORPRONU) en ex-Yougoslavie.
Le Conseil de sécurité a autorisé le secrétaire général à déployer des observateurs militaires et d'autres personnels, mais à demander l'autorisation du Conseil afin d'envoyer du personnel supplémentaire pour la force de protection une fois que les conditions nécessaires pour la Force auront été remplies, y compris un cessez-le-feu. Il a également condamné toutes les parties responsables de la violation du cessez-le-feu, les exhortant à respecter ledit cessez-le-feu.
Enfin, la résolution exhorte toutes les parties à garantir la sécurité des travailleurs humanitaires et l'acheminement de l'aide à Sarajevo et dans d'autres régions de Bosnie-Herzégovine. Les parties n'ont pas accepté cette proposition et la résolution 770 a été édictée en vertu du chapitre VII de la Charte des Nations unies exigeant la facilitation de l'acheminement en toute sécurité de l'aide humanitaire et était donc juridiquement contraignante. 

## Voir également
- Dislocation de la Yougoslavie
- Guerre de Bosnie-Herzégovine
- Guerre de Croatie
- Guerre de Slovénie
- Guerres de Yougoslavie